# Deep River (Iowa)
Deep River es una ciudad situada en el condado de Poweshiek, en el estado de Iowa, Estados Unidos. Según el censo de 2010 tenía una población de 279 habitantes.

## Geografía
Según la Oficina del Censo de los Estados Unidos, la localidad tiene un área total de 1,1 km², la totalidad de los cuales 1,1 km² corresponden a tierra firme. 

## Demografía
Según el censo de 2010, había 279 personas residiendo en la localidad. La densidad de población era de 253,64 hab./km². Había 130 viviendas con una densidad media de 118,18 viviendas/km². El 100% de los habitantes eran blancos.